# Municipio de Oliver (Dakota del Norte)
El municipio de Oliver (en inglés: Oliver Township) es un municipio ubicado en el condado de Williams en el estado estadounidense de Dakota del Norte. En el año 2010 tenía una población de 8 habitantes y una densidad poblacional de 0,09 personas por km².

## Geografía
El municipio de Oliver se encuentra ubicado en las coordenadas 48°25′24″N 103°19′13″O / 48.42333, -103.32028. Según la Oficina del Censo de los Estados Unidos, el municipio tiene una superficie total de 93.27 km², de la cual 93,21 km² corresponden a tierra firme y (0,07 %) 0,06 km² es agua.

## Demografía
Según el censo de 2010, había 8 personas residiendo en el municipio de Oliver. La densidad de población era de 0,09 hab./km². De los 8 habitantes, el municipio de Oliver estaba compuesto por el 100 % blancos. Del total de la población el 0 % eran hispanos o latinos de cualquier raza.